# مشهور حديثة الجازي
الفريق الركن مشهور حديثة الجازي (1928-2001) قائد عسكري أردني راحل وصل إلى رتبة فريق ركن وتولى منصب قائد القوات المسلحة الأردنية وهو من قبيلة الحويطات. أشهر المعارك التي قادها كانت معركة الكرامة في 21 مارس 1968. وكان وقتها برتبة عقيد. ولد في منطقة معان عام 1928 وتوفي يوم الثلاثاء 6 نوفمبر 2001 عن 73 عاما. نال شهادة البكالوريوس في العلوم العسكرية عند تخرجه من كلية الأركان الباكستانية عام 1958 واشترك في عدة دورات دروع تقدمية في الولايات المتحدة الأمريكية.

## حياته العسكرية
التحق بقوة البادية في 28 يونيو 1943 -وكان رقمه العسكري 505- لثلاثة سنوات التحق بعدها بجناح الثقافة في مركز العبدلي ليشترك بعدها بدورة تأهيل مرشحين عام 1947. وبعد تخرجه التحق بكتيبة المشاة الثانية. إنضم إلى حركة الضباط الأحرار الأردنيين، والتي كانت تهدف إلى تعريب قيادة الجيش الأردني من التواجد الإنجليزي. في عام 1962 أصبح قائد اللواء المدرع 40، وقائدا للجبهة الشرقية ثم قائدا للفرقة الأولى في عام 1967 والتي صدت العدوان الإسرائيلي في معركة الكرامة في 21 مارس 1968. عين القائد العام في القوات المسلحة الأردنية في 11 يونيو 1970 حتى 16 سبتمبر 1970 ثم عين مستشارا خاصا للملك حسين حتى 1 ديسمبر 1970.

### الترفيعات
| الرتبة     | السنة         | المسمى الحالي |
| ---------- | ------------- | ------------- |
| ملازم ثاني | 1 سبتمبر 1948 | ملازم         |
| ملازم أول  | 22 يناير 1951 | ملازم أول     |
| رئيس       | 8 أغسطس 1954  | نقيب          |
| رئيس أول   | 11 يوليو 1956 | رائد          |
| مقدم ركن   | 2 مارس 1958   | مقدم ركن      |
| عقيد ركن   | 1 يناير 1960  | عقيد ركن      |
| زعيم ركن   | 1 يناير 1963  | عميد ركن      |
| أمير لواء  | 22 يونيو 1967 | لواء ركن      |
| فريق ركن   | 1 أغسطس 1970  | فريق ركن      |

## روايته لمعركة الكرامة
معركة الكرامة جاءت بعد مرور أقل من عشرة أشهر على هزيمة حزيران 1967 حيث كانت المنطقة كلها تعيش هاجس الحديث عن فلول الانسحابات غير المنظمة للجيوش العربية من جبهات القتال مع إسرائيل، وكانت روح الهزيمة وفقدان الثقة تسيطر على الجنود والضباط والمواطنين على حد سواء. في ذلك الوقت أسندت إلى مشهور حديثة مهمة إعادة تنظيم القوات الأردنية المتراجعة من الضفة الغربية، وقد قام خلال عشرة أشهر بجهد متواصل كي يستعيد الجندي ثقته بنفسه وبوطنه، وهو ما كان له أكبر الاثر في الصمود أثناء المعركة، أما فيما يتعلق بأسباب الهجوم الإسرائيلي فهي كما يعتقد ثلاثة:
- معاقبة الأردن على احتضانه للعمل الفدائي الفلسطيني وقيامه بإسناد الفدائيين الفلسطينيين في اشتباكه مع الجيش الإسرائيلي على طول الجبهة الأردنية
- إنهاء العمل الفدائي الفلسطيني واعتقاد موشى دايان بأن هذه مهمة سهلة لن تحتاج إلا لساعات معدودة.
- احتلال مرتفعات السلط وتحويلها إلى حزام أمني لإسرائيل تماما كما حدث بعد ذلك في جنوب لبنان.

### بداية الهجوم
وصله أول بلاغ عن هجوم الجيش الإسرائيلي في الخامسة صباحًا حيث اتصل به الضابط المناوب، ليخبره أنَّ أول دبابة إسرائيلية تقطع الجسر في تلك اللحظة. أصدر مشهور أوامره بحشد القوات مع المواطنين من سكان المنطقة، الذين تم تزويدهم بأسلحة مضادة للدروع، وعلى حد قوله: «فالتحم الجندي مع الفدائي مع المزارع، وسالت الدماء الأردنية والفلسطينية في وادي الأردن الأخضر دفاعًا عن تراب الوطن». كان قراره أن يكون الضباط في المقدمة، وأن لا خيار له بالتراجع مهما كان السبب، حتى لو وصلت المعركة إلى الالتحام يدا بيد. من جهتهم كان اليهود يعتقدون بعدم وجود أي التزام بالقتال لدى الأردنيين بعد هزيمة حزيران 1967، حتى أن وزير الحرب الإسرائيلي آنذاك موشى دايان جمع الصحفيين في أريحا وقد دعاهم مسبقا ليشربوا الشاي معه في مساء ذلك اليوم على مرتفعات السلط، ولكن سرعان ما فوجئ بخطأ حساباته، وعاد ليبلغ الصحفيين في المساء بأنَّ الدعوة تأجلت حتى إشعار آخر.

### الصمود
صمدت القوات الأردنية والفلسطينية صمودًا قويًا في وجه الغارات الإسرائيلية التي لم يسبق أن واجهت مثيلًا لمثل هذا الصمود من قبل، إضافة إلى كثافة نيران المدفعية وكثافة الدروع المهاجمة دون أي غطاء جوي، إلا أنَّ صمود الجندي والقائد معًا جعل الإسرائيليين يتراجعون لأول مرة، ويطلبون وقف إطلاق النار بعد مرور 18 ساعة على بدء المعركة.

### قرية الكرامة
دخل اليهود الكرامة، واشتبكوا بالجنود الأردنيين والفدائيين الفلسطينيين بالسلاح الأبيض، ولكن المعركة لم تكن سهلة ولم يستطيعوا تحقيق هدف استئصال الحركة الفدائية الفلسطينية وضرب القوات المسلحة. وقد استطاع مشهور حديثة هنا تجاوز الخلاف الذي كان ناشئا آنذاك بين الفدائيين والسلطة الأردنية، فقاتل الطرفان جنبًا إلى جنب، كقوة موحدة وعلى حد قول مشهور حديثة: تحت شعار كل البنادق ضد إسرائيل، فكانت النتيجة إيجابية. أرسل وزير الدفاع السوفييتي عزوسيف الذي كان في زيارة إلى دمشق برقية تهنئة على الصمود العسكري ضد الهجمة الإسرائيلية.

### التنسيق مع المقاومة
تم التنسيق مع أبو عمار وأبو صبري، وقادة المواقع الفلسطينية في محور الكرامة ومحور الشونة بشكل خاص. كان هناك تنسيق على كل الجبهات، وقد أصدر تعليماته بأن يتم التنسيق بين الجيش وبين قوات العمل الفدائي في كل المواقع الأخرى، إيمانا منه بأن المعركة حاسمة. ولم يكن للسياسة دورا في هذه المعركة، فقد كانت بين قوة مهاجمة وقوة مدافعة، وكان القرار فيها الصمود وتحقيق النصر بأي ثمن، فقاتل الجميع من ضباط وجنود وفدائيين جنبا إلى جنب، واستشهد عدد كبير من الضباط، وهذا مخالف لما يحدث عادة حيث تكون أغلبية الشهداء من الجنود، أما سببه فيعود إلى القرار بأن يكون الضباط في المقدمة مع الجنود، ومن نوادر المعركة، أن اللواء كاسب الجازي، وهو ابن عمه، اتصل به فلاحظ انخفاض صوته، وسأله: من أي موقع تتكلم، فأجاب: من الخندق الامامي القريب إلى المدرسة، وهذا كان خندق أمامي على النهر مباشرة. وهذا مثال على صمود القادة، رغم أن الأمور كانت تعطيه الحق بالتواجد خلف هذه المنطقة.

### وقف إطلاق النار
تلقى مشهور حديثة اتصالا من القيادة يخبره بان إسرائيل تطلب وقف إطلاق النار. إلا أنه رغم ذلك واصل قصف تجمعات الجيش الإسرائيلي حتى خرجوا من المعركة. واعترف بعدم التزامه وقف إطلاق النار بالرغم من أنَّ الإسرائليين أوقفوا القصف الجوي. إلا أنَّ المدفعية الأردنية استمرت في قصف المحاور التي ينقل اليهود آلياتهم، وكذلك المراكز الرئيسية الداخلية حتى لا يمنحوا حرية الانسحاب بسلام، وجعل هذا الانسحاب تراجعًا انهزامًيا.

### نتائج المعركة

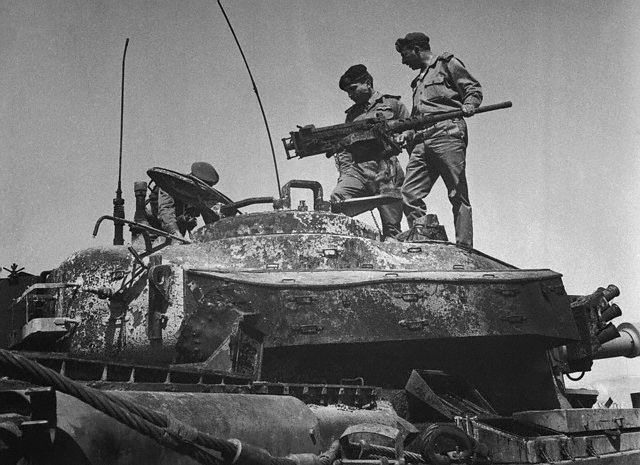
مشهور حديثة الجازي والملك حسين على قمة دبابة إسرائيلية مهجورة في أعقاب معركة الكرامة.

أهم نتائج المعركة أن حركة المقاومة نمت، وكبر الأردن بين أشقائه فتلقى دعمًا اقتصاديًا والأهم أن سقطت أسطورة الجيش الإسرائيلي، خاصة وأن قواتهم التي حشدوها للمعركة كانت تزيد على القوات الأردنية بنسبة 15/1 ولم يكن للأردنيين أي غطاء جوي، وعلى حد رأيه: لو توفر هذا الغطاء لاستطعت أسر الآلاف منهم، بل ولقررت العبور إلى الأراضي الفلسطينية. لقد حسب دايان حساب كل شيء غير أنه لم يحسب حساب الإرادة.

### رأيه في السلام
يقول الحديثة: «نحن دعاة سلم، وديننا يدعو إلى السلم، ومنذ خمسين عامًا ونحن في حالة حرب بدون نتيجة لكن ذلك لا يعنى التنازل عن حقوقنا. نريد أن يكون السلم مشرفًا يعيد حقوقنا المسلوبة، وإسرائيل تريد السلم والأرض والاقتصاد معًا. أنا لا اعتقد أنَّ هذا السلم يخدم الأمة، وأعتقد أنه أعطى إسرائيل ما لم تكن تحلم به طوال تاريخها. وهو الدخول إلى الأمة العربية لتوطيد أحلام إسرائيل الكبرى حتى ولو بالمعنى الاقتصادي والنفسي في المنطقة العربية.»

### مستقبل الأمة
ويعتقد مشهور حديثة بأن هذه الفترة من تاريخ الأمة العربية ستنطوي، وستكبر الأمة ولا يمكن لإسرائيل السيطرة عليها وإهانتها، فالمستقبل سيكون لصالح هذه الأمة، حيث لا يوجد مستحيل، فقد كانت معركة الكرامة درسا مبكرا من أصغر قوة في المنطقة، أي القوة الأردنية، بإمكانية الانتصار إذا توفرت الإرادة.

## بعد المعركة
بعد معركة الكرامة، تم ترقية العقيد مشهور الجازي من رتبة عقيد الى رتبة فريق ركن ومن ثم أصبح مستشار للملك حسين. استلم ملف وجود العمل الفدائي في الأردن، ومع اندلاع أحداث أيلول الأسود، أعلن في أيلول عام 1970 تشكيل حكومة عسكرية برئاسة محمد داوود، وإقالة مشهور حديثة الجازي عن قيادة الجيش وتعيين المشير حابس المجالي قائداً للجيش وحاكماً عسكرياً عاماً، حيث وكّل إلى هذه الحكومة تصفية وجود الفصائل الفلسطينية العسكري داخل المدن الأردنية.

## الوفاة
توفي في 6 نوفمبر 2001 عن عمرٍ ناهز 73 عامًا.

## الأوسمة
حصل على عددٍ من الأوسمة والميداليات، ومنها:
- وسام الاستحقاق السوري من الدرجة الثالثة
- وسام الدفاع
- العمليات الحربية
- الخدمة العامة بفلسطين
- وسام الكوكب من الدرجة الثانية
- وسام الاستقلال من الدرجة الأولى
- ذكرى الحرب
- شارة تقدير الخدمة المخلصة
- ميدالية معركة الكرامة
- النصر البريطاني
- وسام الاستقلال من الدرجة الثالثة
- وسام الأرز اللبناني بدرجة كوموندور
- وسام نجمة القدس الشريف الفلسطيني
- وسام نجمة فلسطين العسكري